# 1999 في الولايات المتحدة
فيما يلي قوائم الأحداث التي وقعت خلال عام 1999 في الولايات المتحدة.

## أحداث
- 28 مارس – فيوتشوراما
- 20 أبريل – مذبحة ثانوية كولومباين
- 20 سبتمبر – رجل النساء
- 31 أكتوبر – مصر للطيران الرحلة 990
- 25 أكتوبر – حادث تحطم طائرة باين ستيوارت
- 1 يونيو – الخطوط الجوية الأمريكية رحلة 1420

## سياسة

### تعيين في المنصب
- 1 يناير – أدريان سميث عضو مجلس ولاية نبراسكا.
- 1 يناير – جينيفر غرانهولم المدعي العام لميشيغان [الإنجليزية]‏.
- 1 يناير – راش دي هولت الابن عضو مجلس النواب الأمريكي.
- 1 يناير – كاثرين هاريس وزير الدولة لولاية فلوريدا [الإنجليزية]‏.
- 1 يناير – مايك كوفمان Colorado State Treasurer [الإنجليزية]‏.
- 1 يناير – مايكل هايدن Principal Deputy Director of National Intelligence ‏.
- 1 يناير – هاري ميتشيل عضو مجلس ولاية أريزونا.
- 3 يناير – إيفان بايه عضو مجلس الشيوخ الأمريكي.
- 3 يناير – بارون هيل عضو مجلس النواب الأمريكي.
- 3 يناير – بول رايان عضو مجلس النواب الأمريكي.
- 3 يناير – بيتر فيتزجيرالد عضو مجلس الشيوخ الأمريكي.
- 3 يناير – تشاك شومر عضو مجلس الشيوخ الأمريكي.
- 3 يناير – جاري ميلر عضو مجلس النواب الأمريكي.
- 3 يناير – جورج فوينوفيتش عضو مجلس الشيوخ الأمريكي.
- 3 يناير – جون إدواردز عضو مجلس الشيوخ الأمريكي.
- 4 يناير – جيسي فنتورا حاكم مينيسوتا [الإنجليزية]‏.
- 4 يناير – كيني جين حاكم نيفادا  [لغات أخرى]‏.
- 5 يناير – جيب بوش حاكم ولاية فلوريدا [الإنجليزية]‏.
- 7 يناير – بول سيلوتشى حاكم ماساتشوستس [الإنجليزية]‏.
- 7 يناير – مايك جوهانس حاكم نبراسكا [الإنجليزية]‏.
- 8 يناير – ديرك كيمبثورن Governor of Idaho  [لغات أخرى]‏.
- 11 يناير – بوب تافت حاكم ولاية أوهايو  [لغات أخرى]‏.
- 15 يناير – توم فيلساك حاكم أيوا [الإنجليزية]‏.
- 19 يناير – ريك بيري نائب حاكم تكساس [الإنجليزية]‏.
- 21 يونيو – اريك شينسكي رئيس أركان جيش الولايات المتحدة.
- 2 يوليو – لورانس سامرز وزير الخزانة الأمريكي.
- 7 ديسمبر – مارتن أومالي عمدة بالتيمور.

### انتهاء فترة المنصب
- 1 يناير – بيتر روسكام عضو مجلس نواب إلينوي.
- 1 يناير – جوزيف كيندي الثاني عضو مجلس النواب الأمريكي.
- 1 يناير – شارلي كريست عضو مجلس ولاية فلوريدا.
- 1 يناير – لورانس سامرز نائب وزير الخزانة الأمريكي [الإنجليزية]‏.
- 2 يناير – ليندا لينغل Mayor of Maui County [الإنجليزية]‏.
- 3 يناير – آل داماتو عضو مجلس الشيوخ الأمريكي.
- 3 يناير – تشاك شومر عضو مجلس النواب الأمريكي.
- 3 يناير – جون غلين عضو مجلس الشيوخ الأمريكي.
- 3 يناير – دان كوتس عضو مجلس الشيوخ الأمريكي.
- 3 يناير – دايل بمبرز عضو مجلس الشيوخ الأمريكي.
- 3 يناير – ديرك كيمبثورن عضو مجلس الشيوخ الأمريكي.
- 3 يناير – نيوت جينجريتش الناطق باسم مجلس النواب الأمريكي.
- 5 يناير – بادي ماكاي حاكم ولاية فلوريدا [الإنجليزية]‏.
- 7 يناير – بول سيلوتشى نائب حاكم ماساتشوستس [الإنجليزية]‏.
- 21 يونيو – اريك شينسكي نائب رئيس أركان جيش الولايات المتحدة [الإنجليزية]‏.
- 2 يوليو – روبرت روبين وزير الخزانة الأمريكي.
- 24 أكتوبر – جون تشافي عضو مجلس الشيوخ الأمريكي.

## ظهور
- 1 يناير – أفنجد سفن فولد
- 1 يناير – أكسبلوجنز إن ذا سكاي
- 1 يناير – ألترا
- 1 يناير – بريكنق بنجامين
- 1 يناير – تريفيوم
- 1 يناير – كروسفيد
- 1 يناير – كينكز أوف ليون
- 1 يناير – نابستر

## أفلام
من الأفلام التي صدرت هذه السنة في الولايات المتحدة:
- 1 يناير – 8مم من إخراج جويل شوماخر.
- 1 يناير – أثقل من الماء من إخراج Richard Cummings Jr. [الإنجليزية]‏.
- 1 يناير – الأعزب من إخراج Gary Sinyor [الإنجليزية]‏.
- 1 يناير – البوابة التاسعة من إخراج رومان بولانسكي.
- 1 يناير – التاريخ الأمريكي إكس من إخراج توني كاي (مخرج).
- 1 يناير – الحصار من إخراج إدورد زويك.
- 1 يناير – الخط الأحمر الرفيع من إخراج تيرينس ماليك.
- 1 يناير – الرجعية العرائس ماجستير من إخراج ديفيد ديكوتو.
- 1 يناير – السعادة من إخراج تود سولوندز.
- 1 يناير – الفيلم الأمريكي من إخراج كريس سميث (مخرج).
- 1 يناير – المطلع من إخراج مايكل مان.
- 1 يناير – المومياء من إخراج ستيفن سومرز.
- 1 يناير – إظهار الموتى من إخراج مارتن سكورسيزي.
- 1 يناير – باي باك من إخراج بريان هيلغلاند [الإنجليزية]‏.
- 1 يناير – بحر أزرق عميق من إخراج ريني هارلن.
- 1 يناير – برية الغرب المتوحش من إخراج باري سونيدفيلد.
- 1 يناير – بلو ستريك من إخراج Les Mayfield [الإنجليزية]‏.
- 1 يناير – بوشينج تين من إخراج مايك نيويل.
- 1 يناير – تمبلويدس من إخراج غافين أوكونور.
- 1 يناير – ثلاثة ملوك من إخراج ديفيد أو. راسل.
- 1 يناير – جامع العظام من إخراج فيليب نويس.
- 1 يناير – حصل على لعبة من إخراج سبايك لي.
- 1 يناير – حلل هذه من إخراج هارولد راميس.
- 1 يناير – حلم ليلة منتصف الصيف من إخراج مايكل هوفمان.
- 1 يناير – دخان مقدس! من إخراج جين كامبيون.
- 1 يناير – دودلي إفعل الصح من إخراج هيو ويلسون.
- 1 يناير – دوغما من إخراج كيفن سميث.
- 1 يناير – رجل على القمر من إخراج ميلوش فورمان.
- 1 يناير – رونين من إخراج جون فرانكنهايمر.
- 1 يناير – سأتذكر أبريل من إخراج بوب كلارك.
- 1 يناير – سبيدواي جانكي من إخراج Nickolas Perry [الإنجليزية]‏.
- 1 يناير – عيون مغلقة على اتساعها من إخراج ستانلي كوبريك.
- 1 يناير – فطرة من إخراج جون تيرتلتوب.
- 1 يناير – قلوب عشوائية من إخراج سيدني بولاك.
- 1 يناير – لديك بريد من إخراج نورا أفرون.
- 1 يناير – مستر نايس جاي من إخراج سامو هونغ.
- 1 يناير – نادي القتال من إخراج ديفيد فينشر.
- 25 يناير – مشروع الساحرة بلير من إخراج إدواردو سانشيز، Daniel Myrick [الإنجليزية]‏.
- 19 فبراير – أكتوبر سكاي من إخراج جو جونستون.
- 12 مارس – قوى الطبيعة من إخراج برونوين هيوز.
- 31 مارس – 10 أشياء أكرهها بشأنك من إخراج Gil Junger [الإنجليزية]‏.
- 31 مارس – الماتريكس من إخراج ليلي وتشاوسكي [الإنجليزية]‏، لانا وتشاوسكي [الإنجليزية]‏.
- 1 يناير – سأتذكر أبريل من إخراج بوب كلارك.
- 9 أبريل – لم تقبل من قبل من إخراج راجا غوسنيل.
- 16 أبريل – الطابق الثالث عشر من إخراج Josef Rusnak [الإنجليزية]‏.
- 19 مايو – حرب النجوم الجزء الأول: تهديد الشبح من إخراج جورج لوكاس.
- 28 مايو – نوتينغ هيل من إخراج روجر ميشيل.
- 8 يونيو – أوستن باورز: الجاسوس الذي غيرني من إخراج جاي روتش.
- 17 يونيو – الأب الكبير من إخراج دينيس دوغان.
- 30 يونيو – ساوث بارك-الفيلم من إخراج تري باركر.
- 9 يوليو – الفطيرة الأمريكية من إخراج Paul Weitz (filmmaker) [الإنجليزية]‏، كريس ويتز.
- 23 يوليو – المفتش غاجيت من إخراج دايفيد كيلوغ.
- 27 يوليو – المحارب الثالث عشر من إخراج جون مكتيرنان.
- 2 أغسطس – الحاسة السادسة من إخراج إم. نايت شيامالان.
- 2 سبتمبر – أن تكون جون مالكوفيتش من إخراج سبايك جونز.
- 2 سبتمبر – الصبيان لا يبكون من إخراج Kimberly Peirce [الإنجليزية]‏.
- 7 سبتمبر – شهرة من إخراج وودي آلن.
- 7 سبتمبر – قوانين منزل سايدر من إخراج لاسي هالستروم.
- 8 سبتمبر – جمال أمريكي من إخراج سام ميندز.
- 17 سبتمبر – الإعصار من إخراج نورمان جويسون.
- 17 سبتمبر – البلدة الفاضلة من إخراج غاري روس.
- 18 سبتمبر – ساعة الذروة من إخراج بريت راتنر.
- 19 فبراير – أكتوبر سكاي من إخراج جو جونستون.
- 8 نوفمبر – العالم ليس كافيا من إخراج مايكل أبتيد.
- 16 نوفمبر – سليبي هولو من إخراج تيم برتون.
- 16 نوفمبر – نهاية الأيام من إخراج بيتر هيامس.
- 3 ديسمبر – شكسبير عاشقا من إخراج جون مادن.
- 6 ديسمبر – الميل الأخضر من إخراج فرانك دارابونت.
- 8 ديسمبر – فتاة، قوطعت من إخراج جيمس مانغولد.
- 8 ديسمبر – ماغنوليا من إخراج بول توماس أندرسون.
- 17 ديسمبر – آنا والملك من إخراج أندي تننت.
- 17 ديسمبر – ستيوارت ليتل من إخراج روب مينكوف.
- 25 ديسمبر – السيد ريبلي الموهوب من إخراج أنتوني مانغيلا.

## برامج ومسلسلات وأنمي
- بسبسبوبي
- فيوتشوراما
- كينغ أوف ذا هيل

## موسيقى

### أغاني
من الأغاني التي صدرت هذه السنة في الولايات المتحدة:
- 27 يناير – يوما ما من غناء ماريا كاري.

## كتب
من الكتب التي صدرت هذه السنة في الولايات المتحدة:
- 1 يناير – الكاتدرائية والبازار من تأليف إريك ريموند.
- 1 يناير – الكون الرائع من تأليف براين غرين.
- 1 يناير – حطم الفجر من تأليف إرنست همينغوي.
- 1 يناير – عندما يكتب الإله قصة حبك من تأليف Eric Ludy [الإنجليزية]‏، Leslie Ludy [الإنجليزية]‏.
- 1 فبراير – مزايا أن تكون خجولا من تأليف ستيفن تشبوسكي.
- 1 أكتوبر – مشية للذكرى من تأليف نيكولاس سباركس.

## مواليد

### يناير
- 1 يناير – سكيلان بروكس
- 18 يناير – كاران برار ممثل أمريكي.

### فبراير
- 6 فبراير – آشلي كراتزير لاعبة كرة مضرب من الولايات المتحدة الأمريكية.
- 7 فبراير – بي ميلير

### مارس
- 5 مارس – ماديسون بير مغنية أمريكية.
- 22 مارس – جافين ماكنتوش

### أبريل
- 6 أبريل – كويسي بواكي ممثل أمريكي.
- 8 أبريل – سيسي بيليس لاعبة كرة مضرب أمريكية.

### مايو
- 11 مايو – سابرينا كاربنتر
- 19 مايو – فارس عابدي لاعب كرة قدم سعودي.
- 28 مايو – كاميرون بويس ممثل أمريكي.

### يونيو
- 11 يونيو – كيتلين ناكون
- 21 يونيو – ناتالي ألين ليند
- 27 يونيو – تشاندلر ريجز ممثل أمريكي.

### يوليو
- 30 يوليو – جوي كينج

### أغسطس
- 19 أغسطس – إيثان كوتكوسكي ممثل أمريكي.
- 21 أغسطس – ستيوارت ألان

### سبتمبر
- 28 سبتمبر – كايلا داي لاعبة كرة مضرب أمريكية.

### أكتوبر
- 15 أكتوبر – بايل ماديسون ممثلة أمريكية.

### نوفمبر
- 10 نوفمبر – كيرنان شيبكا
- 29 نوفمبر – ريفر ألكسندر

### ديسمبر
- 1 ديسمبر – آنا غريسمان
- 2 ديسمبر – صاموئيل أرماس

## وفيات

### يناير
- 1 يناير – روبرت سوانسون (مواليد 1947)
- 1 يناير – زلمان بيرنشتاين (مواليد 1926) رجل أعمال من الولايات المتحدة الأمريكية.
- 3 يناير – جيري كواري (مواليد 1945) ملاكم من الولايات المتحدة الأمريكية.

### فبراير
- 6 فبراير – داني دايتون (مواليد 1923)
- 7 فبراير – بوبي تروب (مواليد 1918)
- 7 فبراير – ويليام لودفيغ (مواليد 1912) كاتب سيناريو أمريكي.
- 14 فبراير – جون ارليتشمان (مواليد 1925) سياسي أمريكي.
- 15 فبراير – هنري كيندال (مواليد 1926) فيزيائي أمريكي.
- 21 فبراير – جرترود إليون (مواليد 1918)
- 25 فبراير – غلين سيبورغ (مواليد 1912)
- 28 فبراير – بيل تالبرت (مواليد 1918) لاعب كرة مضرب من الولايات المتحدة.

### مارس
- 4 مارس – ديل كلوز (مواليد 1934)
- 5 مارس – جون هاركينز (مواليد 1932) ممثل أمريكي.
- 7 مارس – ستانلي كوبريك (مواليد 1928)
- 8 مارس – جو ديماجيو (مواليد 1914) لاعب كرة قاعدة من الولايات المتحدة الأمريكية.
- 14 مارس – جون بروم (مواليد 1913) كاتب من الولايات المتحدة الأمريكية.
- 14 مارس – كيرك ألين (مواليد 1910) ممثل أمريكي.
- 21 مارس – ماري أينسورث (مواليد 1913)

### أبريل
- 1 أبريل – إليس يرنال بيري (مواليد 1902) سياسي أمريكي.
- 20 أبريل – ريك رود (مواليد 1958)
- 21 أبريل – تشارلز روجرز (مواليد 1904)
- 22 أبريل – برنارد نيومان (مواليد 1907)
- 27 أبريل – مارك وايزر (مواليد 1952)
- 28 أبريل – آرثر شاولو (مواليد 1921) فيزيائي أمريكي.
- 28 أبريل – روري كالهون (مواليد 1922)

### مايو
- 2 مايو – أوجي بلنت (مواليد 1929) ممثل أمريكي.
- 8 مايو – إد جيلبرت (مواليد 1931)
- 23 مايو – ألبرت تشارلز سميث (مواليد 1906) عالم نبات أمريكي.

### يونيو
- 2 يونيو – كيث جليدهيل (مواليد 1911) لاعب كرة مضرب من الولايات المتحدة.
- 14 يونيو – آنا ماكيون هاربر (مواليد 1902) لاعبة كرة مضرب من الولايات المتحدة.
- 15 يونيو – جايلز ساذرلاند ريتش (مواليد 1904) قاضي أمريكي.
- 25 يونيو – فريد ترامب (مواليد 1905)
- 26 يونيو – تشارلز كولينز (مواليد 1904) ممثل أمريكي.

### يوليو
- 1 يوليو – سيلفيا سيدني (مواليد 1910)
- 2 يوليو – ماريو بوزو (مواليد 1920)
- 4 يوليو – بنجامين ناثانييل سميث (مواليد 1978)
- 4 يوليو – روني غراهام (مواليد 1919) ممثل ومخرج أمريكي.
- 6 يوليو – جيري هيدنك (مواليد 1943)
- 8 يوليو – تشارلز كونراد (مواليد 1930) رائد فضاء أمريكي.
- 8 يوليو – فرانك لوبين (مواليد 1910) لاعب كرة سلة من الولايات المتحدة الأمريكية.
- 16 يوليو – جون إف كينيدي الإبن (مواليد 1960)
- 16 يوليو – كارولين بيست كنيدي (مواليد 1966)
- 20 يوليو – اميل اندريس (مواليد 1911)
- 29 يوليو – أنيتا كارتر (مواليد 1933) مغنية أمريكية.

### أغسطس
- 7 أغسطس – جون فان رين (مواليد 1906) لاعب كرة مضرب من الولايات المتحدة.
- 11 أغسطس – بايرون راندال (مواليد 1918) فنان أمريكي.
- 19 أغسطس – كيم بيرو (مواليد 1967) لاعبة كرة سلة أمريكية.
- 20 أغسطس – مارغريت رايت (مواليد 1917)
- 27 أغسطس – بول سالتمان (مواليد 1928)
- 27 أغسطس – هارولد بلوم جاك (مواليد 1924)

### سبتمبر
- 3 سبتمبر – كليفلاند ويليامز (مواليد 1933) ملاكم من الولايات المتحدة الأمريكية.
- 9 سبتمبر – هيربرت شتاين (مواليد 1916) عالم اقتصاد أمريكي.
- 13 سبتمبر – بنجامين بلوم (مواليد 1913) عالم نفس أمريكي.
- 15 سبتمبر – ليلى ليدز (مواليد 1928) ممثلة أمريكية.
- 22 سبتمبر – جورج سي سكوت (مواليد 1927)
- 25 سبتمبر – ماريون زيمر برادلي (مواليد 1930)

### أكتوبر
- 6 أكتوبر – بوب باتريك (مواليد 1917) لاعب كرة قاعدة من الولايات المتحدة الأمريكية.
- 6 أكتوبر – غوريلا مونسون (مواليد 1937)
- 7 أكتوبر – ديفيد هوفمان (مواليد 1925)
- 12 أكتوبر – ويلت تشامبرلين (مواليد 1936)
- 22 أكتوبر – إد ميكان (مواليد 1925) لاعب كرة سلة أمريكي.
- 24 أكتوبر – جون تشافي (مواليد 1922) سياسي أمريكي.

### نوفمبر
- 1 نوفمبر – ثيودور هول (مواليد 1925) فيزيائي من الولايات المتحدة الأمريكية.
- 1 نوفمبر – ولتر بايتون (مواليد 1954) لاعب كرة قدم أمريكية.
- 8 نوفمبر – هاري ديفيد بيلك (مواليد 1908) مهندس من الولايات المتحدة الأمريكية.
- 9 نوفمبر – مارجوري غلادمان (مواليد 1908) لاعبة كرة مضرب أمريكية.
- 11 نوفمبر – ماري بيرغمان (مواليد 1961)
- 16 نوفمبر – دانيال ناثانز (مواليد 1928) عالم أحياء أمريكي.
- 18 نوفمبر – بول بولز (مواليد 1910)
- 18 نوفمبر – بياتريس كولن (مواليد 1948)
- 21 نوفمبر – رالف فودي (مواليد 1928) ممثل أمريكي.
- 25 نوفمبر – جيسي رينيك (مواليد 1917)
- 25 نوفمبر – وليام بيلي بنيديكت (مواليد 1917) ممثل أمريكي.
- 26 نوفمبر – جورج إنجل (مواليد 1913)

### ديسمبر
- 3 ديسمبر – جون آرتشر (مواليد 1915) ممثل أمريكي.
- 11 ديسمبر – إد جونز (مواليد 1912) سياسي أمريكي.
- 12 ديسمبر – بول قدموس (مواليد 1904) فنان أمريكي.
- 12 ديسمبر – جوزيف هيلر (مواليد 1923) مؤلف أمريكي.
- 17 ديسمبر – ريكس ألين (مواليد 1920)
- 21 ديسمبر – بيل إدواردز (مواليد 1918)
- 24 ديسمبر – بيل باورمان (مواليد 1911)
- 24 ديسمبر – ريجي كارتر (مواليد 1957) لاعب كرة سلة أمريكي.
- 26 ديسمبر – كرتس مايفيلد (مواليد 1942)
- 30 ديسمبر – سارة كنوس (مواليد 1880)
- 31 ديسمبر – إليوت ريتشاردسون (مواليد 1920) سياسي أمريكي.